# Могучие (деревня)
Могучие — опустевшая деревня в Котельничском районе Кировской области в составе Родичевского сельского поселения.

## География
Располагается непосредственно на север от центра поселения деревни  Родичи.

## История
Была известна с 1802 года как починок Павла Куракина с 6 дворами. В 1873 году здесь (починок Павла Куракина или Могутные) было учтено дворов 12 и жителей 99, в 1905 (починок Павла Куракина или Могучие) 18 и 114, в 1926 (деревня Могучие) 19 и 99, в 1950 16 и 49, в 1989 не оставалось уже жителей. 

## Население
Постоянное население  составляло 2 человек (русские 100%) в 2002 году, 0 в 2010.